# Stegastes beebei
 Stegastes beebei és una espècie de peix de la família dels pomacèntrids i de l'ordre dels perciformes.

## Morfologia
Els mascles poden assolir els 15 cm de longitud total.

## Distribució geogràfica
Es troba a Panamà, Colòmbia, Costa Rica i les Illes Galápagos.